# Антидемпінгове мито
Антидемпінгове мито — особливий вид мита, що накладається на імпортовані товари, які реалізуються за демпінговими цінами (нижчими від їх нормальної вартості в країні вивозу чи внутрішніх цін країни, що імпортує), або з товарів, що ввозяться з держав, які субсидують експорт.

## Опис
Товар вважається об'єктом демпінгу, якщо в країні імпорту його експортна ціна є нижчою від порівнянної ціни на подібний товар у країні експорту в звичайних торговельних операціях.
Антидемпінгове мито є додатковим митним податком, що призначений для захисту вітчизняного товаровиробника і внутрішнього ринку від надлишкового заповнення його імпортними товарами за зниженими цінами.
Відповідно до Закону України «Про захист національного товаровиробника від демпінгового імпорту» антидемпінгове мито застосовується:
- у разі ввезення на митну територію України товарів, які є об'єктом демпінгу, яке заподіює шкоду національному товаровиробнику;
- у разі вивезення за межі митної території України товарів за ціною, істотно нижчою за ціни інших експортерів подібних або безпосередньо конкуруючих товарів на момент цього вивезення, якщо таке вивезення заподіює шкоду.[3]

Попереднє антидемпінгове мито справляється митними органами країни імпорту за ставкою та на умовах, встановлених відповідним рішенням про застосування попередніх антидемпінгових заходів. Попереднє антидемпінгове мито справляється незалежно від сплати інших податків і зборів, у тому числі мита, митних зборів, які справляються при ввезенні на митну територію країни імпорту певних товарів.
Остаточне антидемпінгове мито справляється у відповідному розмірі та у кожному випадку окремо на недискримінаційній основі, незалежно від країни експорту, якщо визначається, що імпорт відповідного товару є об'єктом застосування остаточних антидемпінгових заходів, за винятком імпорту, щодо якого експортером було взято відповідні зобов'язання.
Антидемпінгове мито може поширюватися на імпорт подібних товарів з третіх країн або частини цих товарів, якщо відбувається ухилення від сплати антидемпінгового мита.